# Аймар V (граф Валентинуа)

Графства Валентинуа и Диуа (в северной части маркграфства Прованс

Эмар V (Aymar V de Valentinois) (ок. 1282 — 1339) — граф Валентинуа и Ди из рода де Пуатье.
Родился ок. 1282 г. Сын Эмара IV де Валентинуа и Ипполиты Бургундской, дочери графа Бургундии Гуго де Шалона. Брат епископа Меца Луи де Пуатье.
Наследовал отцу в 1329 г. Перед этим какое-то время был его соправителем.
Эмар V был женат дважды. Первая жена (обручение 14 мая 1288, свадьба не позднее 1297) — Мария де Вьеннуа, дочь дофина вьенского Умберта. Вторая жена — Сибилла де Бо (ум. 1360), дочь Бертрана де Бо, графа д’Авеллино.
Из 14 детей только старший может быть от первой жены, все остальные — от второй:
- Эмар (убит в 1324)
- Луи I (убит в 1345), граф Валентинуа
- Полия, жена Рено III де Даммартена, затем Гильома-Армана, виконта де Полиньяк.
- Маргарита, жена Жана II, виконта де Бомон
- Гильом де Пуатье (1309—1374), епископ Лангра с 1345
- Оттон де Пуатье (ум. 1352), епископ Вердена с 1350
- Эмар (Эмарет) (ум. 1366). Его сын Луи II (1354—1419) завещал графство Валентинуа французскому королю Карлу VI при условии его включения в состав Дофине.
- Анри де Пуатье (ум. 1370), епископ Гапа и Труа.
- Шарль (1330—1410), сеньор де Клерьо и де Сен-Валье. Предок Дианы де Пуатье.

Эмар V умер между 27 сентября 1339 и 8 января 1340 г.